# اورال (شهرستان اوچالینسکی، باشقیرستان)
اورال (انگلیسی: Ural, Uchalinsky District, Republic of Bashkortostan) یک شهرک در شهرستان اوچالینسکی استان باشقیرستان کشور روسیه است.